# غودموندور غودموندسون (كرة يد)
غودموندور غودموندسون مواليد 23 ديسمبر 1960 في ريكيافيك، هو لاعب كرة يد أيسلندي سابق تحول إلى التدريب بعد الاعتزال. يدرب حاليا منتخب الدنمارك لكرة اليد. مثل منتخب آيسلندا لكرة اليد في 236 مباراة. شارك في دورة الألعاب الأولمبية الصيفية سنة 1984.

## سجل المنافسة
شارك في البطولات التالية:
- بطولة العالم لكرة اليد للرجال 2015
- بطولة أوروبا لكرة اليد للرجال 2012
- بطولة أوروبا لكرة اليد للرجال 2016
- الألعاب الأولمبية الصيفية 2012
- الألعاب الأولمبية الصيفية 2016

## الميداليات
| الميدالية | المسابقة                           |
| --------- | ---------------------------------- |
| ذهبية     | الألعاب الأولمبية الصيفية 2016     |
| فضية      | الألعاب الأولمبية الصيفية 2008     |
| برونزية   | بطولة أوروبا لكرة اليد للرجال 2010 |

## روابط خارجية
- غودموندور غودموندسون على موقع أوليمبيديا (الإنجليزية)